# Mistrovství světa v zápasu řecko-římském 1963
Mistrovství světa v zápasu řecko-římském proběhlo v Helsingborgu, Švédsko v roce 1963. 

## Výsledky
| Kategorie | Zlato            | Stříbro            | Bronz          |
| --------- | ---------------- | ------------------ | -------------- |
| do 52 kg  | Borivoje Vukov   | Ignazio Fabra      | Sergej Rybalko |
| do 57 kg  | János Varga      | Jiří Švec          | Dinko Petrov   |
| do 63 kg  | Gennadij Sapunov | Imre Polyák        | Ivan Ivanov    |
| do 70 kg  | Stevan Horvat    | Davit Gvanceladze  | Klaus Rost     |
| do 78 kg  | Anatolij Kolesov | Rudolf Vesper      | Bertil Nyström |
| do 87 kg  | Tevfik Kış       | Branislav Simić    | György Gurics  |
| do 97 kg  | Rostom Abašidze  | Nicolae Martinescu | Hamit Kaplan   |
| +97 kg    | Anatolij Roščin  | Ragnar Svensson    | James Raschke  |